# ملعب خوان كارميلو زيريلو
ملعب خوان كارميلو زيريلو (بالإنجليزية: Estadio Juan Carmelo Zerillo)‏ هو ملعب كرة قدم يقع في لابلاتا، الأرجنتين، يتسع لـ 24,544 متفرج.

## التاريخ
افتتح الملعب في أبريل 26, 1924.